# جيري دوغلاس (مخرج)
جيري دوغلاس (بالإنجليزية: Jerry Douglas)‏ هو كاتب سيناريو ومخرج أمريكي، ولد في 15 نوفمبر 1935 في آيوا في الولايات المتحدة.

## وصلات خارجية
- جيري دوغلاس على موقع IMDb (الإنجليزية)
- جيري دوغلاس على موقع أول موفي (الإنجليزية)
- جيري دوغلاس على موقع قاعدة بيانات الفيلم (الإنجليزية)
- جيري دوغلاس على موقع كينوبويسك (الروسية)